# Gaius Iulius Bassus (Statthalter)
Gaius Iulius Bassus war ein im 1. und 2. Jahrhundert n. Chr. lebender Angehöriger des römischen Senatorenstandes.
Durch einen Brief von Plinius an Cornelius Ursus ist belegt, dass Bassus Quaestor in der Provinz Bithynia et Pontus war. Aus diesem Brief geht auch hervor, dass er von Domitian (81–96) verbannt und von Nerva (96–98) zurückberufen wurde. Durch den Brief, eine Inschrift aus Nicäa und Münzen ist nachgewiesen, dass er während der Regierungszeit von Trajan (98–117) Statthalter (Proconsul) in derselben Provinz war.
Durch den Brief an Ursus sind darüber hinaus zwei Klagen gegen Bassus belegt. Er wurde zum ersten Mal unter Vespasian (69–79) von zwei Privatleuten verklagt und nach längerem Verfahren freigesprochen. Das zweite Mal wurde er nach seiner Statthalterschaft von den Einwohnern der Provinz in einem Repetundenverfahren angeklagt. Er wurde u. a. von Plinius verteidigt und schließlich freigesprochen; jedoch wurde vom Senat eine rescissio seiner Entscheidungen verfügt, wodurch die durch seine Entscheidungen Betroffenen eine Wiederaufnahme ihrer Verfahren verlangen konnten. Laut Plinius war er zum Zeitpunkt des Repetundenprozesses bereits etwas älter (senectus). Bassus wird noch in weiteren Briefen von Plinius erwähnt.
Gaius Iulius Bassus wurde früher von Historikern mit Gaius Iulius Quadratus Bassus identifiziert; dies gilt inzwischen als widerlegt. Andere Historiker halten Bassus für den Vater bzw. den Onkel von Quadratus Bassus.

## Datierung
Bernard Rémy datiert die Quaestur in die ersten Jahre der Regierungszeit von Vespasian. Er hält das Amtsjahr 101/102 für die Statthalterschaft wahrscheinlicher als das Amtsjahr 100/101. Den Prozess der Provinzbewohner datiert er auf den Anfang des Jahres 103, da laut Plinius Quintus Baebius Macer bereits consul designatus war und diese Prozesse gewöhnlich sehr schnell auf die Statthalterschaft folgten. Werner Eck datiert die Statthalterschaft in das Amtsjahr 100/101. Max Fluß datiert die Statthalterschaft nach 102. Bernard Rémy hält die Datierungen der Statthalterschaft durch Anton von Premerstein (98/99) und Theodor Mommsen (103/104) für nicht zutreffend (S. 43 Anm. 209).